# Moigno (cráter)

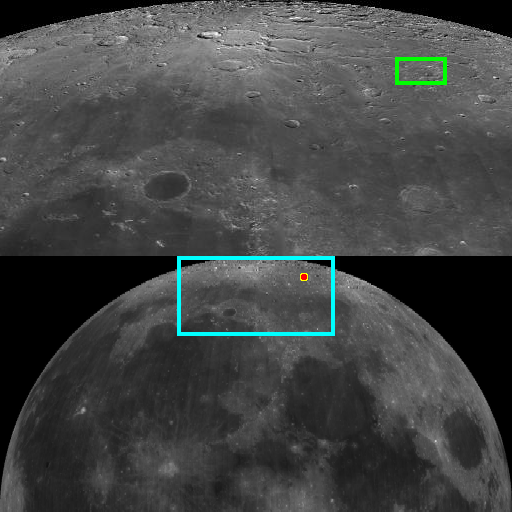
Localización de Moigno sobre el globo lunar

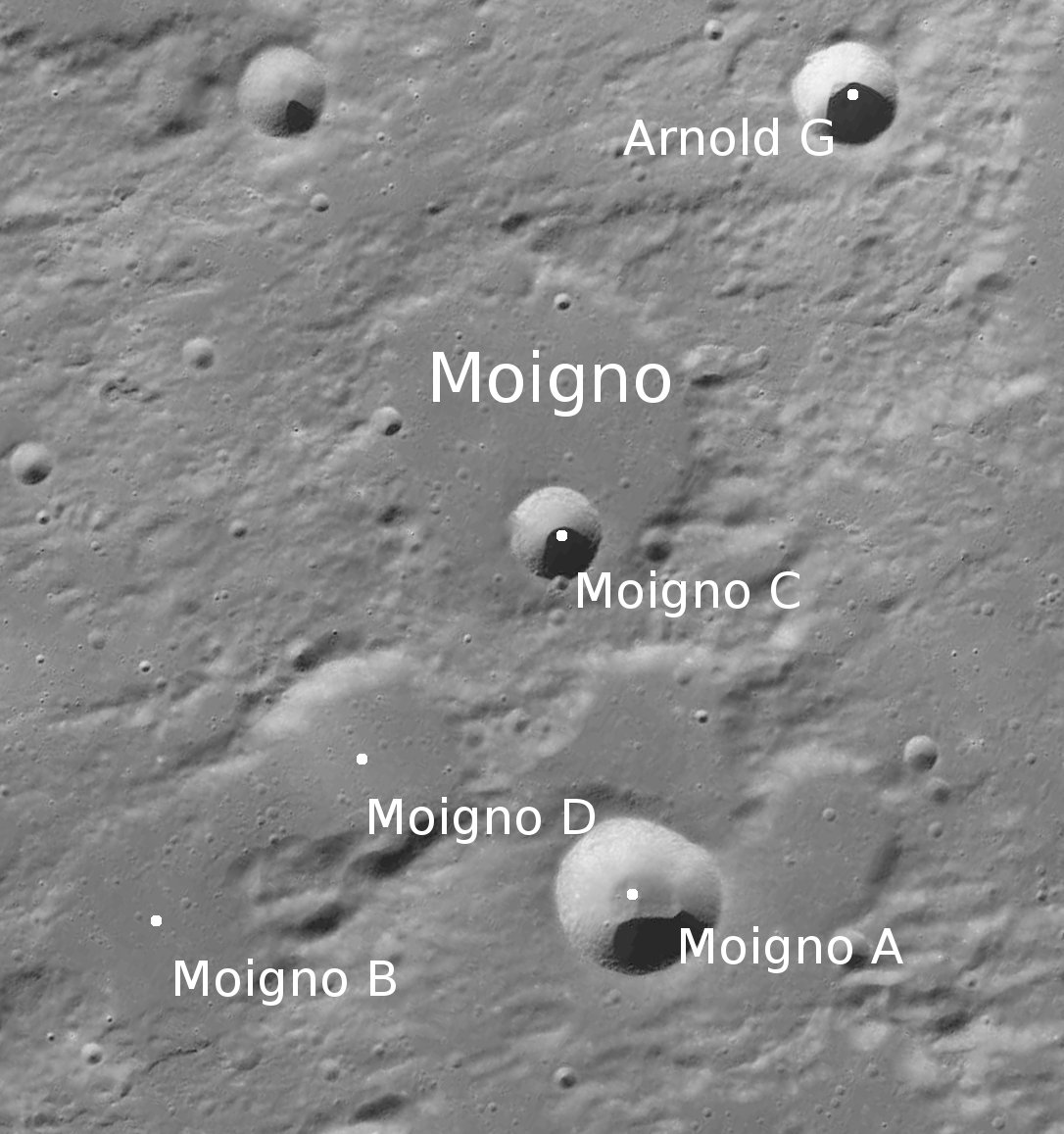
Entorno de Moigno. Fotografía de la misión LRO.

Moigno es un cráter de impactoque se encuentra en la parte norte de la cara visible de la Luna. Se encuentra justo al oeste del cráter Arnold, y al sureste de Neison.
|  |

El borde bajo de este cráter está desgastado y erosionado, hasta aparecer casi nivelado con el terreno circundante. El perímetro está formado por los restos de la primitiva alineación circular, que presenta numerosas muescas en la cara interna del lado occidental. El suelo interior ha sido regenerado por la lava, dejando una llanura llana, casi sin rasgos distintivos, que cubre la base de esta depresión. En el extremo sur de la plataforma interior se localiza el pequeño cráter Moigno C.

## Cráteres satélite
Por convención estos elementos son identificados en los mapas lunares poniendo la letra en el lado del punto medio del cráter que está más cercano a Moigno.
|        | \| Moigno \| Coordenadas \| Diámetro \| \| ------ \| ---------------------------- \| -------- \| \| A \| 64°48′N 29°42′E / 64.8, 29.7 \| 16 km \| \| B \| 64°36′N 26°06′E / 64.6, 26.1 \| 26 km \| \| C \| 65°54′N 29°00′E / 65.9, 29.0 \| 9 km \| \| D \| 65°12′N 27°42′E / 65.2, 27.7 \| 23 km \| |          |
| Moigno | Coordenadas | Diámetro |
| A      | 64°48′N 29°42′E / 64.8, 29.7 | 16 km    |
| B      | 64°36′N 26°06′E / 64.6, 26.1 | 26 km    |
| C      | 65°54′N 29°00′E / 65.9, 29.0 | 9 km     |
| D      | 65°12′N 27°42′E / 65.2, 27.7 | 23 km    |